# Naissance de l'opéra

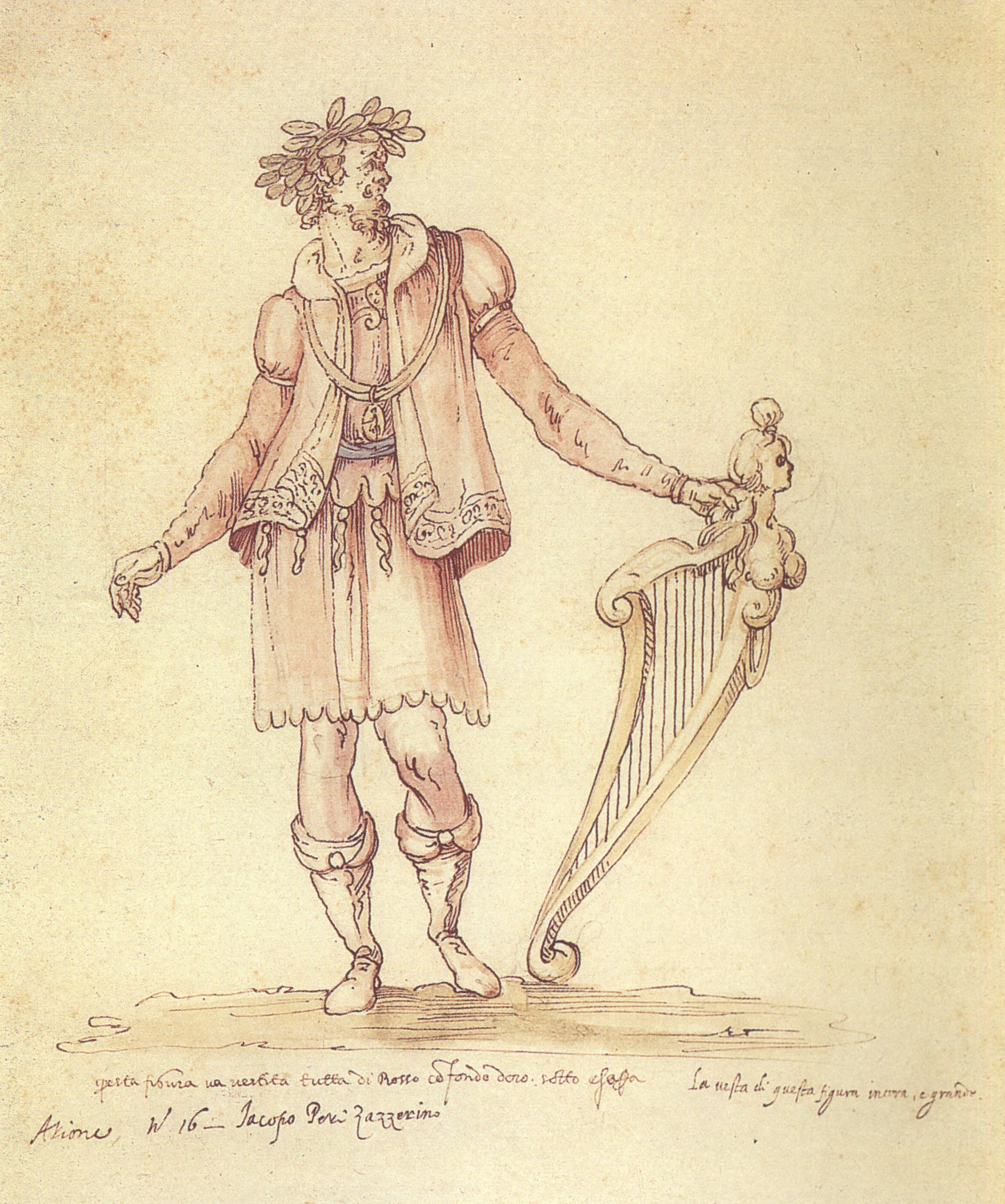
Jacopo Peri en costume d'Arion dans La Pellegrina en 1589, par Bernardo Buontalenti.

La naissance de l'opéra est le moment d'apparition du genre lyrique de l'opéra ; elle s'établit à Florence en Italie au tournant des xvie et xviie siècles. Fruit d'une évolution de style et d'esthétique de la musique, l'année 1600 est généralement retenue comme le jalon de sa naissance, avec la création d'Euridice du compositeur Jacopo Peri.
Désireux de retrouver l'union de la musique et du drame qu'offrait le théâtre grec antique, Giovanni de' Bardi, comte de Vernio, fonde à Florence, à la fin du xvie siècle, une académie (camerata) proposant aux compositeurs et aux librettistes d'expérimenter un nouveau style représentatif (stile rappresentativo) où le texte serait intelligible et où la voix tenterait d'imiter en musique les accents de la parole (recitar cantando « dire en chantant »).

## Origines
La fin du xve siècle, notamment avec l'influence des recherches lors de la Renaissance, est le moment d'un renouveau dans la pratique du théâtre et des arts de la scène en général. Ces postulats donnent lieu à une réflexion sur le contenu des ouvrages scéniques et la place à donner à chacun des arts qui le composent. La tragédie antique revient en tant que modèle et la musique est incorporée à la réflexion de la même manière que les lieux et modes d'interprétation. Le xvie siècle, en termes de productions lyriques, connaît principalement des variantes de théâtre musical. La maison de Médicis joue un rôle important dans une nouvelle approche du spectacle, en confiant à l'art de la représentation une dimension politique majeure. Les fêtes princières sont l'occasion de grands spectacles mais qui laissent encore à l'écart l'aspect dramatique au profit du divertissement. Par ailleurs, le madrigal à la polyphonie complexe, bien que proéminent durant la Renaissance, ne permet pas encore de construire une action suivie. En 1581, est publié à ce sujet un traité par le compositeur Vincenzo Galilei, Dialogo della musica antica e della moderna, qui défend le chant soliste accompagné. 
En parallèle, les académies italiennes jouent un rôle décisif dans le rapprochement du spectacle et de la musique. Les salons intellectuels de poètes et de musiciens de la Florence de la fin du xvie siècle jouent un rôle important dans le développement artistique de l'époque et cherchent notamment à restaurer l'emploi dramatique de la musique. À l'initiative de Giovanni Bardi, comte de Vernio, une académie est fondée en 1576 à Florence, la Camerata fiorentina, met en avant la figure du compositeur et théoricien Vincenzo Galilei, notamment, pour permettre aux compositeurs et librettistes d'expérimenter un nouveau genre lyrique : le stile rappresentativo, à mi-chemin entre chant mélodique et déclamation modulée. L'objectif de ce style est de rendre le texte intelligible par le chant, qui tenterait ainsi d'imiter la parole, mettant à bas les fondements du chant de la Renaissance, bien que les recherches du groupe restent majoritairement marginales et surtout théoriques. 
Une autre chambre, qui prend la suite de la première, est créée par Jacopo Corsi en 1592. En 1600 est publiée la partition de Rappresentatione di anima e di corpo de Emilio de' Cavalieri, représenté à Rome en février de cette année-là. Cet ouvrage lyrique n'est pas encore un opéra per se mais plutôt un oratorio mettant en scène des abstractions allégoriques religieuses telles que l'âme ou l'intellect qui explore les traits de l'âme et l'allégresse céleste, bien qu'il soit entièrement chanté en style monodique et joué en costumes. Par ailleurs, le genre de l'oratorio naît donc au même moment à Rome, axée sur la représentation musicale sacrée.

## Débuts
Les bases sont ainsi posées d'un « style représentatif » de l'art lyrique, mettant en scène des quasi-personnages et des situations appuyés par un texte écrits en amont. Cependant, la date de la toute première représentation d'un opéra considéré comme tel est débattue bien que plusieurs noms ressortent. 
Les dates retenues divergent notamment selon que l'œuvre nous soit parvenue ou non : Dafne, une fable (favola) mise en musique par Jacopo Peri et écrite par Ottavio Rinuccini, représentée en 1598 à Florence, est régulièrement cité comme fondateur d'un nouveau genre lyrique, mais la partition et des paroles sont perdus de nos jours. Un des marqueurs proposés est le dramma per musica Euridice du même compositeur avec des airs de Giulio Caccini, dont la première représentation s'est déroulée le 6 octobre 1600 à Florence,. Il est le premier ouvrage proposant un spectacle complet, entièrement chanté, où les tirades ne sont pas parlées. Giulio Caccini riposte et écrit un opéra sur le même thème, Euridice, qui est représenté le 5 décembre 1602 à Florence. Ces tout premiers opéras sont principalement des longs récitatifs accompagnés d'instruments tels que le luth et l'épinette, bien que l'on y retrouve les codes spécifiques de l'opéra qui les identifient comme tels, et que le chant en stile rappresentativo, enfin mis en pratique, marque la véritable nouveauté ainsi que l'apparition d'un prémice de basse continue. Ces différentes œuvres sont représentées en très petit comité, surtout des membres de l'aristocratie invitée lors des occasions auxquelles elles sont données, et représentent un genre et style délibérément nouveaux, recherchés par cette élite. Cependant, ces ouvrages sont représentés en marge de grands spectacles eux-mêmes montés lors de fêtes conséquentes, comme le remarque le chroniqueur d'alors, Michelangelo Buonarroti le Jeune, et ont une place finalement que peu marquante, le théâtre de grande envergure restant le point d'orgue de ces événements. 
L'Orfeo, fable en musique du compositeur Claudio Monteverdi, représentée pour la première fois le 24 février 1607 à Mantoue, est le premier chef-d'œuvre du genre de l'opéra, de plus grande envergure et plus complexe que ses prédécesseurs, mettant notamment en avant le style lyrique monodique. En cela, cet ouvrage cristallise non pas une invention ex nihilo, mais un savant mélange de nombreuses références et tentatives avant lui, qui en fait une création unique. Le genre se définit plus clairement, associant un personnage à une identification théâtrale et musicale propre au sein de l'action, et la musique va y participer pleinement, n'est plus seulement accessoire. Le thème mythologique du mythe d'Orphée et l'émotion dramatique qu'insuffle le compositeur dans son opéra est également une rupture avec les ouvrages de Jacopo Peri, en ce qu'il se rapproche finalement davantage des préconisations de la Camerata fiorentina. Son style évolue par rapport aux œuvres antécédentes depuis une récitation narrative vers davantage de représentatif, plus fourni musicalement et expressif.
Cependant, cet ouvrage, commandé par François IV de Mantoue de la maison de Gonzague, est encore joué pour un public restreint, l'académie des Invaghiti de Mantoue. En revanche, son succès retentissant le porte au-delà des appartements privés de la princesse de Ferrare, sœur de François de Gonzague, pour être joué devant les dames de la cour quelques jours après. Il faut cependant attendre les années 1640 et aller jusqu'à Venise, avec la création du premier théâtre lyrique public et payant, pour que les ouvrages lyriques de Claudio Monteverdi (Il ritorno d'Ulisse in patria en 1640 et L'incoronazione di Poppea en 1643) dépassent le cadre strictement privé et s'ouvre au public, amorçant ainsi la tradition de l'opéra.